# La vida es un vals
«La vida es un vals» es una canción del cantautor argentino Diego Torres publicado el 31 de octubre de 2015, como el primer sencillo de su octavo álbum de estudio Buena vida. La canción fue coescrita por Beatriz Luengo, Yotuel Romero y Antonio Rayo Gibo.

## Videoclip
El video musical fue filmado en la Ciudad de Panamá y Buenos Aires, Argentina, y cuenta con Torres y Blades disfrutando de un "domingo por la tarde", comer y beber. El video fue dirigido por Gus Carballo.

## Lista de canciones
| Digital download |                      |          |  |
| N.º              | Título               | Duración |  |
| 1.               | «La vida es un vals» | 3:45     |  |

## Posicionamiento
| Listas (2015)                      | Posición alta |
| ---------------------------------- | ------------- |
| Estados Unidos (Hot Latin Songs)   | 34            |
| Estados Unidos (Latin Pop Airplay) | 20            |
| Estados Unidos (Tropical Airplay)  | 27            |